# A State of War
Albums de Poni Hoax
Images of Sigrid
(2008) Tropical Suite
(2017)
A State of War est le troisième album du groupe de pop rock français Poni Hoax sorti en 2013,.

## Liste des titres
| No  | Titre                             | Durée |
| --- | --------------------------------- | ----- |
| 1.  | Cities Of The Red Dust            | 2:49  |
| 2.  | There's Nothing Left For You Here | 4:26  |
| 3.  | Down On Serpent Street            | 4:16  |
| 4.  | Blood & Soda                      | 3:34  |
| 5.  | Marida                            | 3:47  |
| 6.  | Life In A New Motion              | 3:25  |
| 7.  | Leaving Home Again                | 4:19  |
| 8.  | Young Americans                   | 4:17  |
| 9.  | Winter Seal                       | 4:37  |
| 10. | Summerfalls                       | 5:18  |
| 11. | The Word                          | 8:03  |